# حاجی اینک
حاجی اینک یک روستا در ایران است که در شهرستان ماه‌نشان استان زنجان واقع شده‌است. حاجی اینک ۲۵ نفر جمعیت دارد.